# Lupinus polycarpus
Lupinus polycarpus är en ärtväxtart som beskrevs av Edward Lee Greene. Lupinus polycarpus ingår i släktet lupiner, och familjen ärtväxter. Inga underarter finns listade i Catalogue of Life.